# Par Noussss Touss Les Trous de Vos Crânes!
Par Noussss Touss Les Trous de Vos Crânes! es el segundo álbum de estudio de la banda Et Sans. Fue lanzado el 5 de abril de 2005 por Alien8 Recordings, siendo este su primer álbum con esta discográfica. 
El álbum está compuesto por cuatro pistas, de las cuales tres duran más de 10 minutos. Los títulos de las canciones son oraciones francesas semi-sensoriales y, en varios casos, los espacios entre palabras están deliberadamente fuera de lugar o ausentes. Fue grabado luego de la expansión de la banda con el ingreso de Felix Morel, Sophie Trudeau y Stephen de Oliveira.

## Lista de canciones
1. "La Chose Nue Nue Nue du l'Amoncellement Spectral du Mal" – 5:22
2. "Une Bouche Végétale, Des Créatures Soufflent des Sécrétions du Tout Fout le Camp" – 18:45
3. "Mademoiselle Ogive, Un Tremblement Osseux dans le Derrière" – 10:12
4. "Les Courbes Sanglantes Entendues de l'Organe Trop Vraíment Halluciné" – 11:19